# Areca montana
Areca montana är en enhjärtbladig växtart som beskrevs av Henry Nicholas Ridley. Areca montana ingår i släktet Areca och familjen Arecaceae. Inga underarter finns listade i Catalogue of Life.